# Olesicampe ruficornis
Olesicampe ruficornis är en stekelart som först beskrevs av Léon Abel Provancher 1875.  Olesicampe ruficornis ingår i släktet Olesicampe och familjen brokparasitsteklar. Inga underarter finns listade i Catalogue of Life.